# Court Ridge
Court Ridge ist ein niedridger, von Eis überdeckter Gebirgszug in den Ford Ranges, der von den nordwestlichen Ausläufern der Haines Mountains bis zum Sulzberger-Schelfeis reicht. 
Er wurde von Teilnehmern des vom 15. bis 15. Dezember 1934 dauernden Nordostfluges der zweiten Antarktisexpedition (1933–1935) des US-amerikanischen Polarforschers Richard Evelyn Byrd entdeckt. Benannt ist er nach Arnold Court (1914–1999), Meteorologe auf der West Base des United States Antarctic Service von 1939 bis 1941.